# Jarlshof

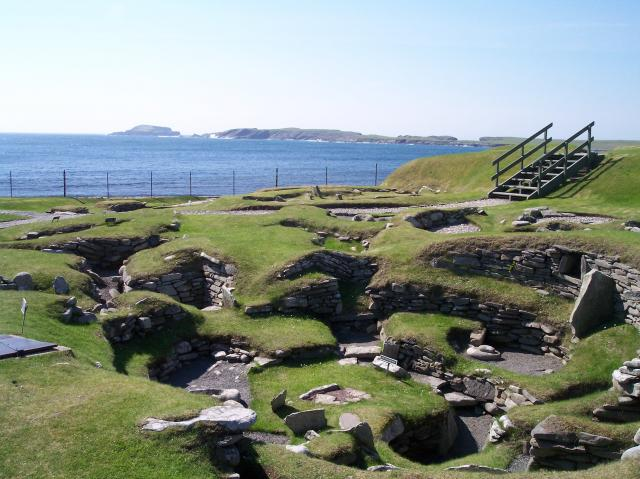
Vorgeschichtliche Stätten Jarlshof

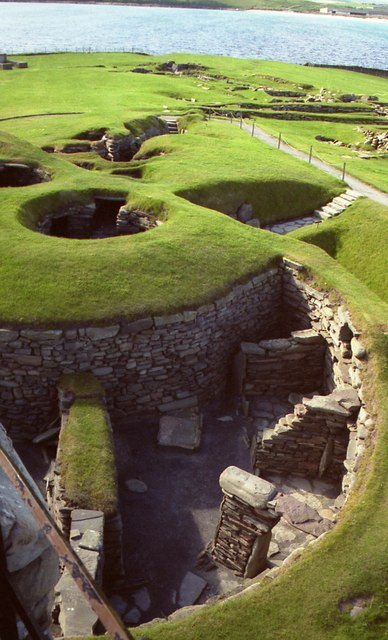
Jarlshof im Juni 1991

Jarlshof ist die bekannteste prähistorische archäologische Stätte auf den nördlich von Schottland gelegenen Shetland-Inseln. Der Ort liegt nahe der Südspitze der Hauptinsel Mainland in der Nähe der Siedlungen Sumburgh und Grutness.

## Beschreibung
Die dicht konzentrierten Bauten umfassen Gebäude aus der Bronzezeit, ähnlich denen von Skara Brae auf Mainland Orkney. Eines davon wird als Heimstatt eines irischen Bronzeschmiedes angesehen. Die Anlage umfasst einen durch Erosion halb zerstörten Broch aus der Eisenzeit, einen Komplex von Wheelhäusern, ein Souterrain oder englisch Earth House und Gebäude aus der Zeit der Pikten. Zudem finden sich hier Langhäuser der Wikinger sowie ein mittelalterliches Bauernhaus. Das Herrenhaus aus dem 17. Jahrhundert wird in Walter Scotts Novelle Der Pirat erwähnt. Die prähistorischen Stätten wurden Ende des 19. Jahrhunderts entdeckt. Ihr fiktiver Name geht auf Walter Scott zurück. In den Jahren 1931 bis 1935 führte Alexander Ormiston Curle hier umfangreiche Ausgrabungen durch. 2019 wurde Jarlshof von rund 22.000 Personen besucht. 2024 betrug die Besucherzahl etwa 29.000 Personen.